# Anthemis macrotis
Anthemis macrotis là một loài thực vật có hoa trong họ Cúc. Loài này được (Rech.f.) Oberpr. & Vogt mô tả khoa học đầu tiên năm 2006.